# Hypolobocera kamsara
Hypolobocera kamsara is een krabbensoort uit de familie van de Pseudothelphusidae. De wetenschappelijke naam van de soort is voor het eerst geldig gepubliceerd in 1995 door M. R. Campos & Rodríguez.